# Parma (Ohio)
Parma es una ciudad ubicada en el condado de Cuyahoga en el estado estadounidense de Ohio. En el Censo de 2010 tenía una población de 81.601 habitantes y una densidad poblacional de 1.569,59 personas por km².

## Geografía
Parma se encuentra ubicada en las coordenadas 41°23′1″N 81°43′43″O / 41.38361, -81.72861. Según la Oficina del Censo de los Estados Unidos, Parma tiene una superficie total de 51.99 km², de la cual 51.86 km² corresponden a tierra firme y (0.24%) 0.13 km² es agua.

## Demografía
Según el censo de 2010, había 81601 personas residiendo en Parma. La densidad de población era de 1.569,59 hab./km². De los 81601 habitantes, Parma estaba compuesto por el 93.04% blancos, el 2.31% eran afroamericanos, el 0.19% eran amerindios, el 1.85% eran asiáticos, el 0.02% eran isleños del Pacífico, el 1.02% eran de otras razas y el 1.57% pertenecían a dos o más razas. Del total de la población el 3.57% eran hispanos o latinos de cualquier raza.